# 中国铁路19K型客车

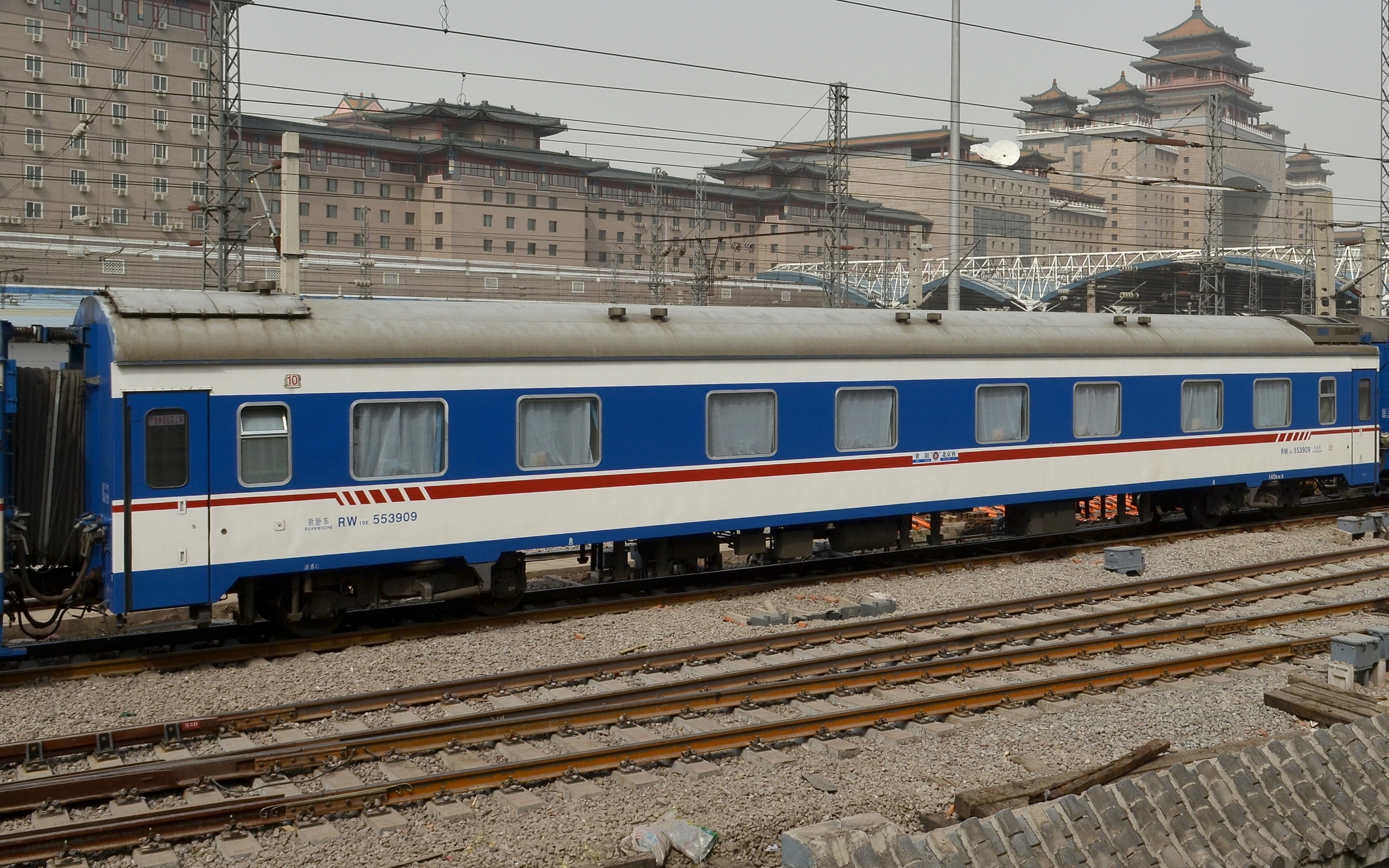
中国铁路用于特快列车编组的RW19K型客车

中国铁路19K型客车（车体标示为RW19K）是中国国营铁路的一种空调高级软卧铁路客车，1997年4月首次交付运营。

## 概述

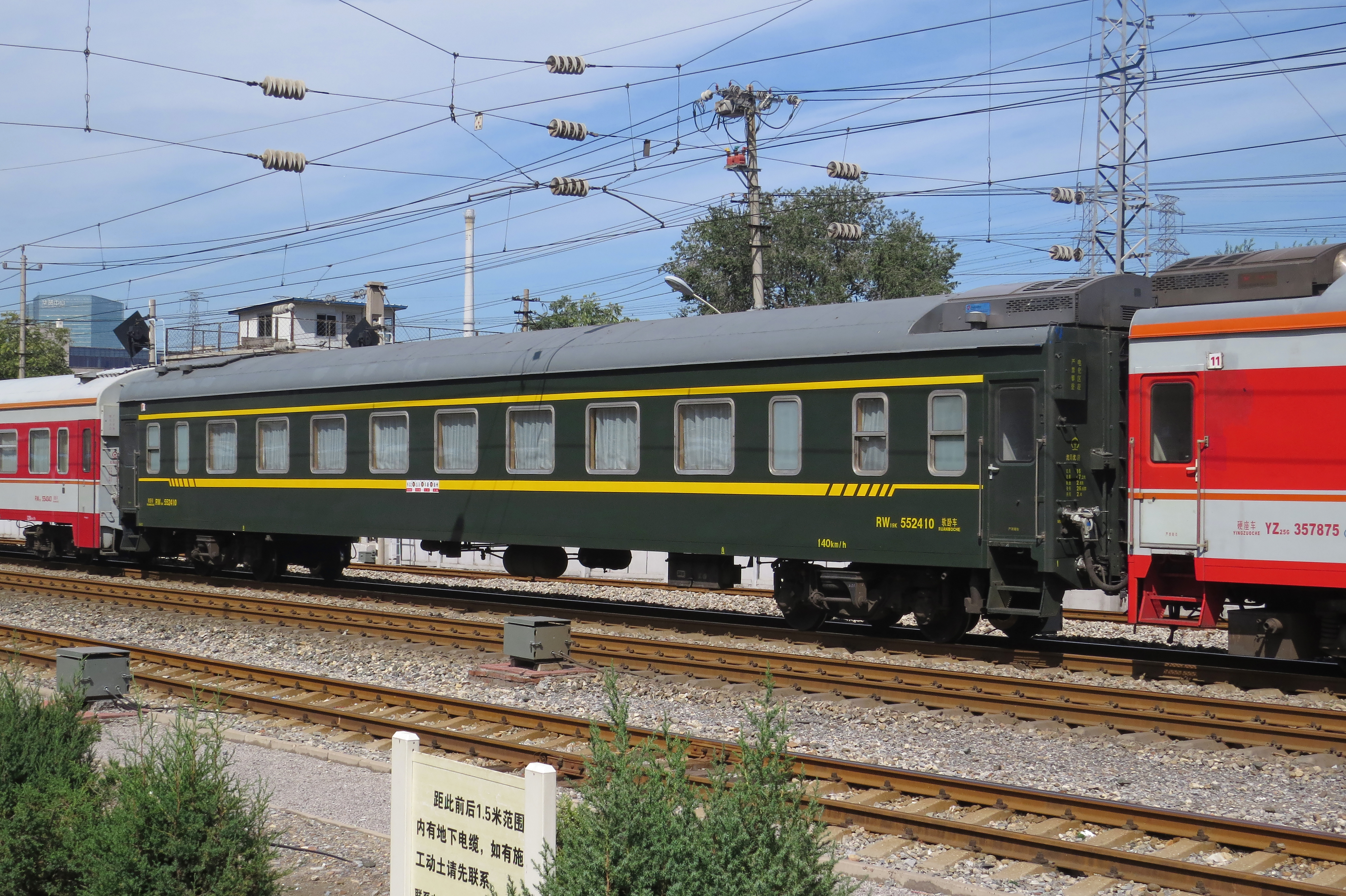
K915/916次列车编组中的第一代RW19K，2016年由上海局转配沈阳局

19K型客车是25K型客车系列中的一种高级软卧车（车种代码RW），是按构造速度160km/h空调客车技术条件设计制造的高级软卧车，大致分为两种构型、三个批次。
1997年的第一批RW19K布局为八个双人包厢，定员16人，且包厢内部为左右两张单层铺，而非后期的一侧双层铺、另一侧洗手间，车厢一侧还设有淋浴间，空调制冷量29 kW。此批车辆最初用于1997年开通的京九直通车、沪九直通车，1997年共生产8辆，最初装用206KP型转向架，后来装用SW-160型，曾一度称为“RW25K”，后为区分改为“RW19K”。
2001年起生产的RW19K有8个包厢，除车厢两头为4人包厢，其余为双人包厢，双人包厢内有两个卧铺，带独立卫生间、沙发座椅、衣柜、影音设备等设施，且装备设施相对讲究，定员20人，同时开始使用制冷量35 kW的KLD35G型单元式空调机组，最大运行速度为160km/h。
2001年生产的首批定员20人版RW19K用于京沪铁路T13/14次、T21/22次，前者（上海局3辆）采用CW-200型转向架，后者（北京局3辆）沿用SW-160型转向架。2002-2003年新造的RW19K则采用SW-220型转向架（四方厂）以及CW-200K型转向架（长客厂），但由于25K型客车存在的转向架问题，后来根据铁道部文件规定，车辆速度标记与25K型统一为140km/h（即代表车辆最大运行速度为140km/h）。19K型客车车厢标记为“RW19K”，俗称为“高级软卧”或“高包”(即“高级包厢”之意)。
由于定员少，运营成本较高，票价昂贵，运用得不多，因而产量不高。目前RW19K型客车通常用于中国国营铁路的特快列车，但也有部分快速列车（如K53/54次列车）编组中挂有与中国铁路25G型客车采用相同涂装的RW19K，这些刷红版RW19K在与供电制式为DC600V的25G型客车连挂时采用DC600V供电（一部分RW19K本身为AC380V/DC600V兼容供电），后期还加装了真空集便器。个别RW19K的包厢采用类似于酒店的磁卡锁，如沈阳局K53/54次所用车辆。
值得注意的是，虽然RW19K型客车与RW19型客车同为“19型”来定义命名，但19K型客车不是由运用于国际联运的19型客车发展而来，RW19K型客车与RW19型客车是两种分属不同的铁路客车系列的高级软卧车。RW19型客车属于22型客车的衍生型，RW19K型客车属于25K型客车系列。

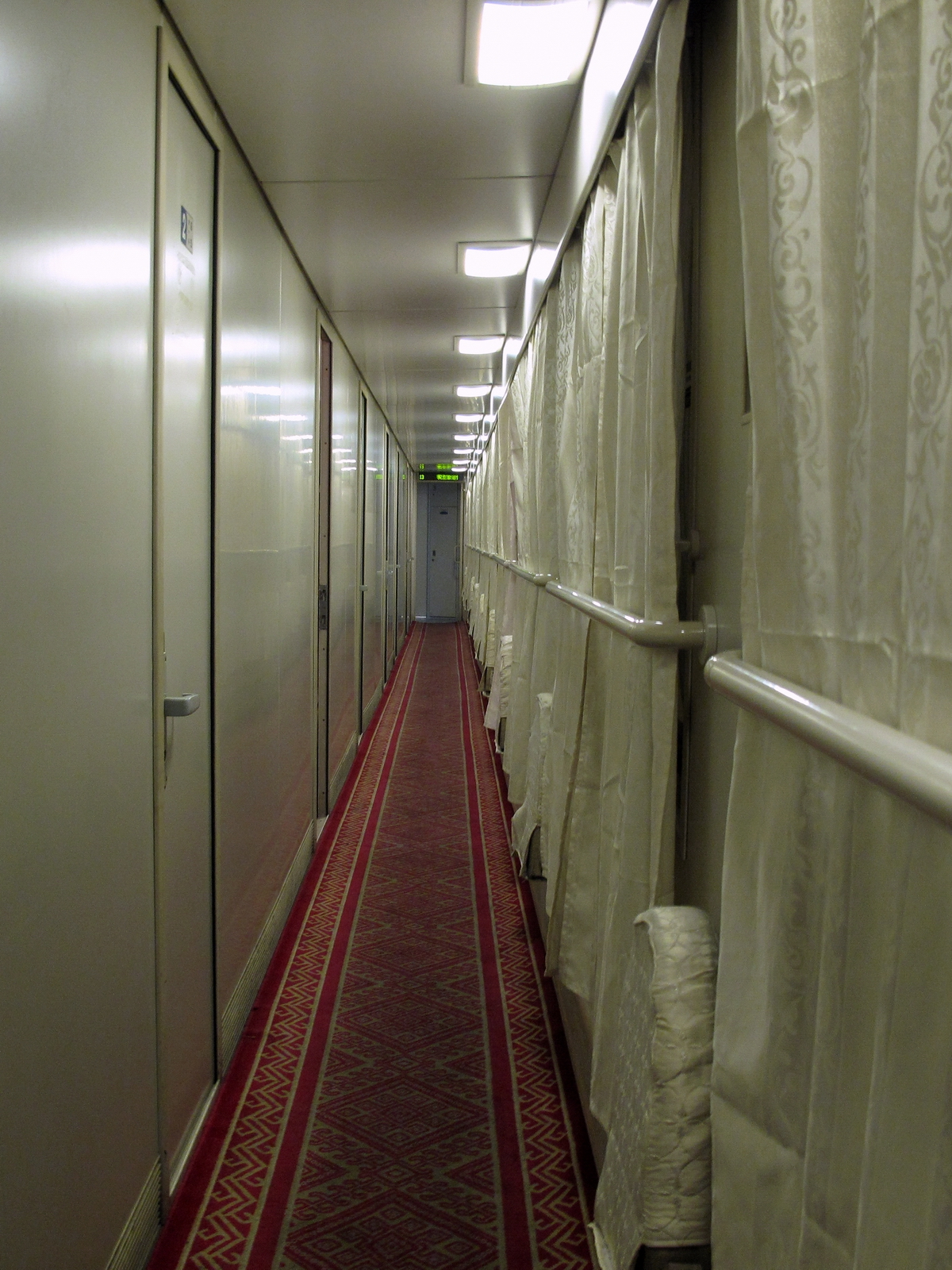
RW19K软卧车内部走廊
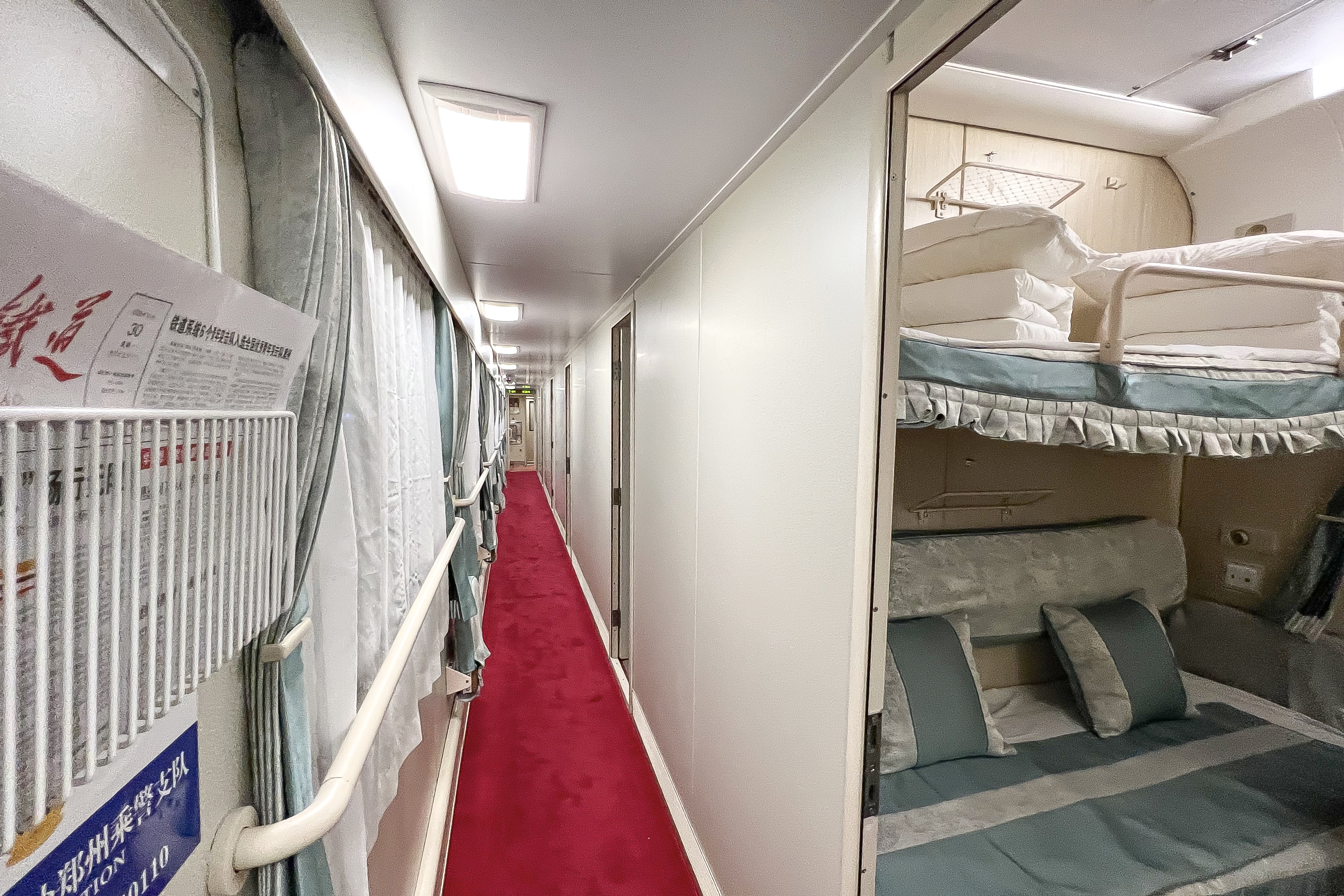
郑州局RW19K软卧车内部走廊
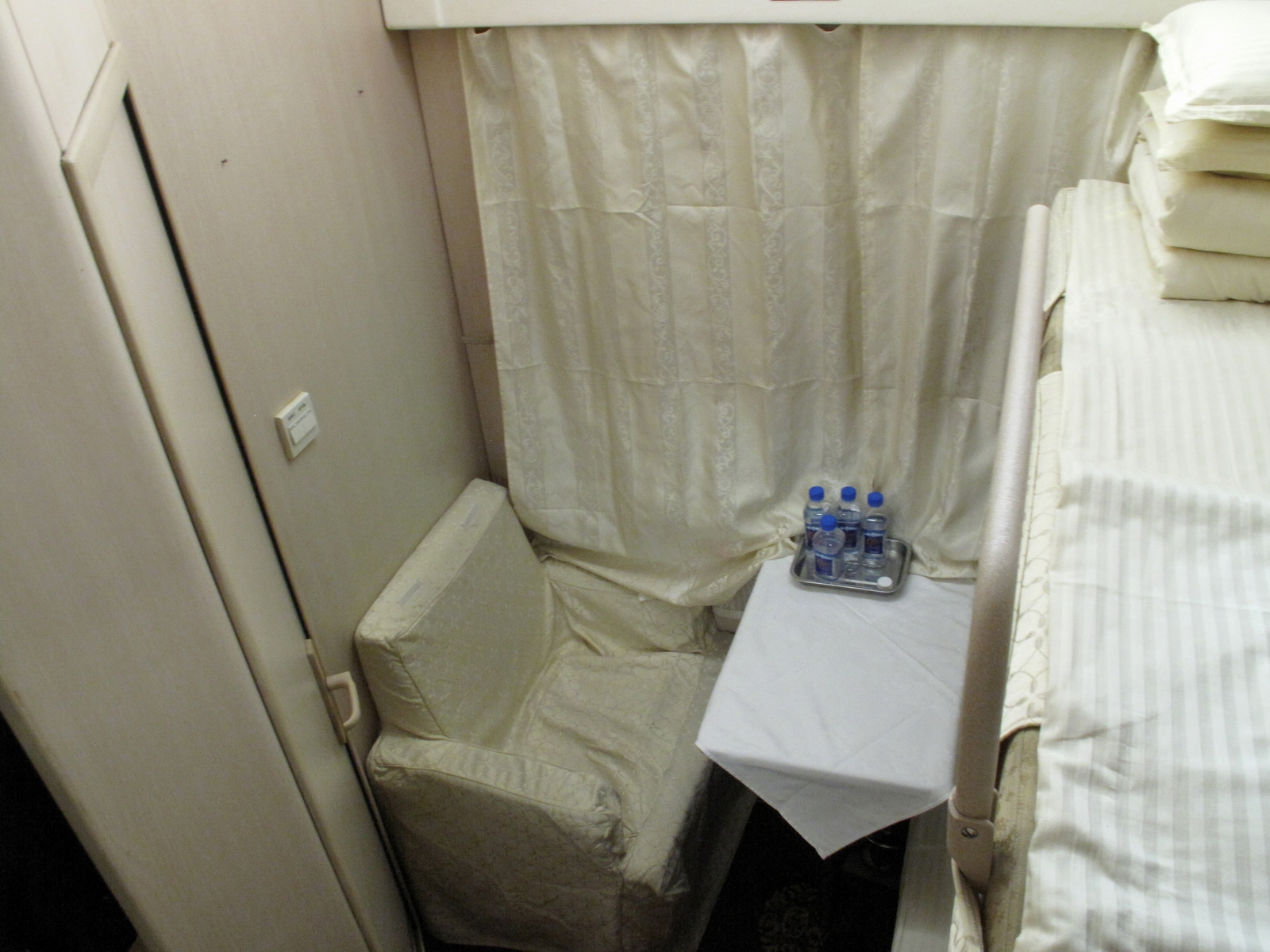
RW19K软卧车包厢内部
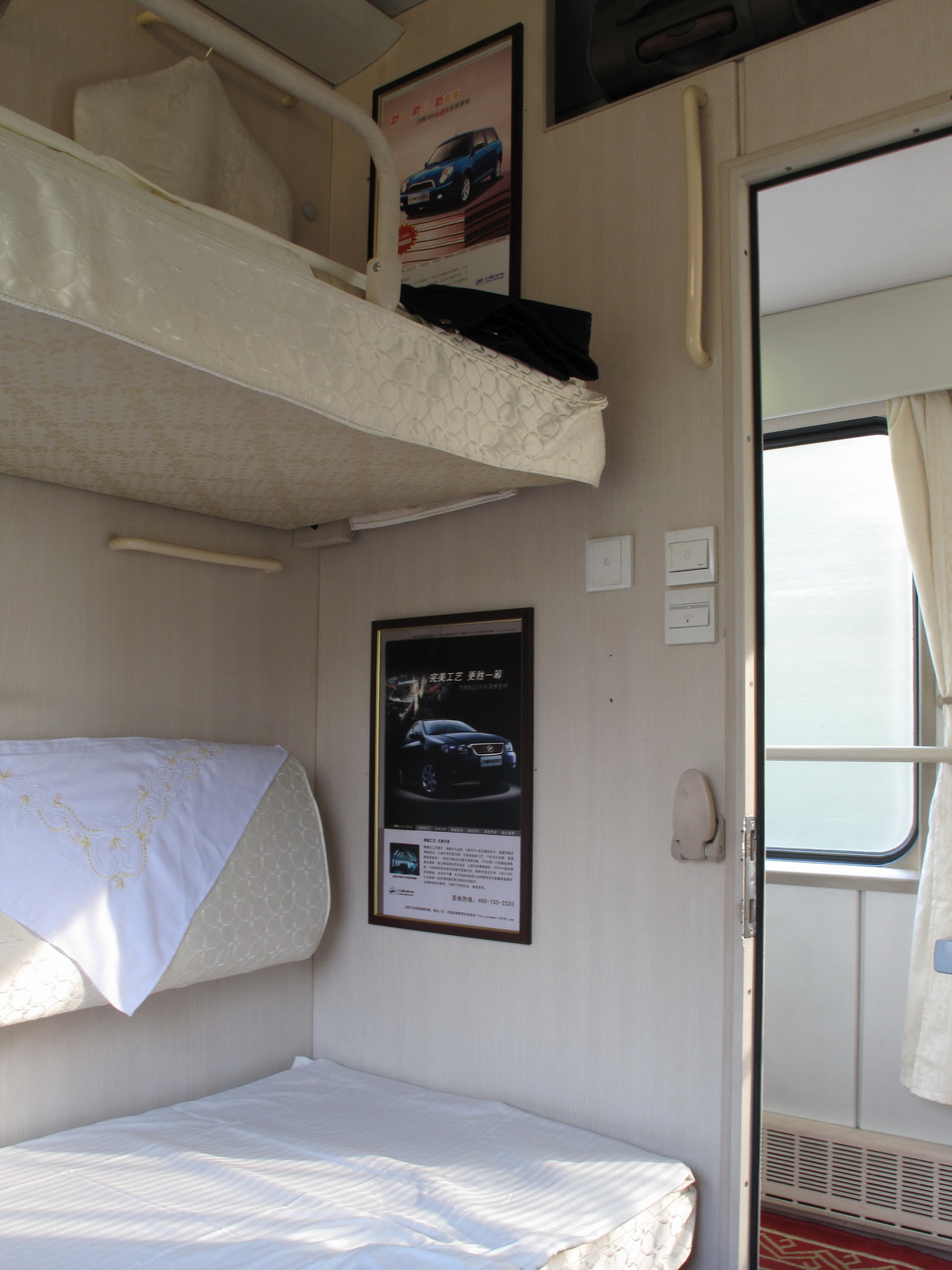
RW19K软卧车包厢内部
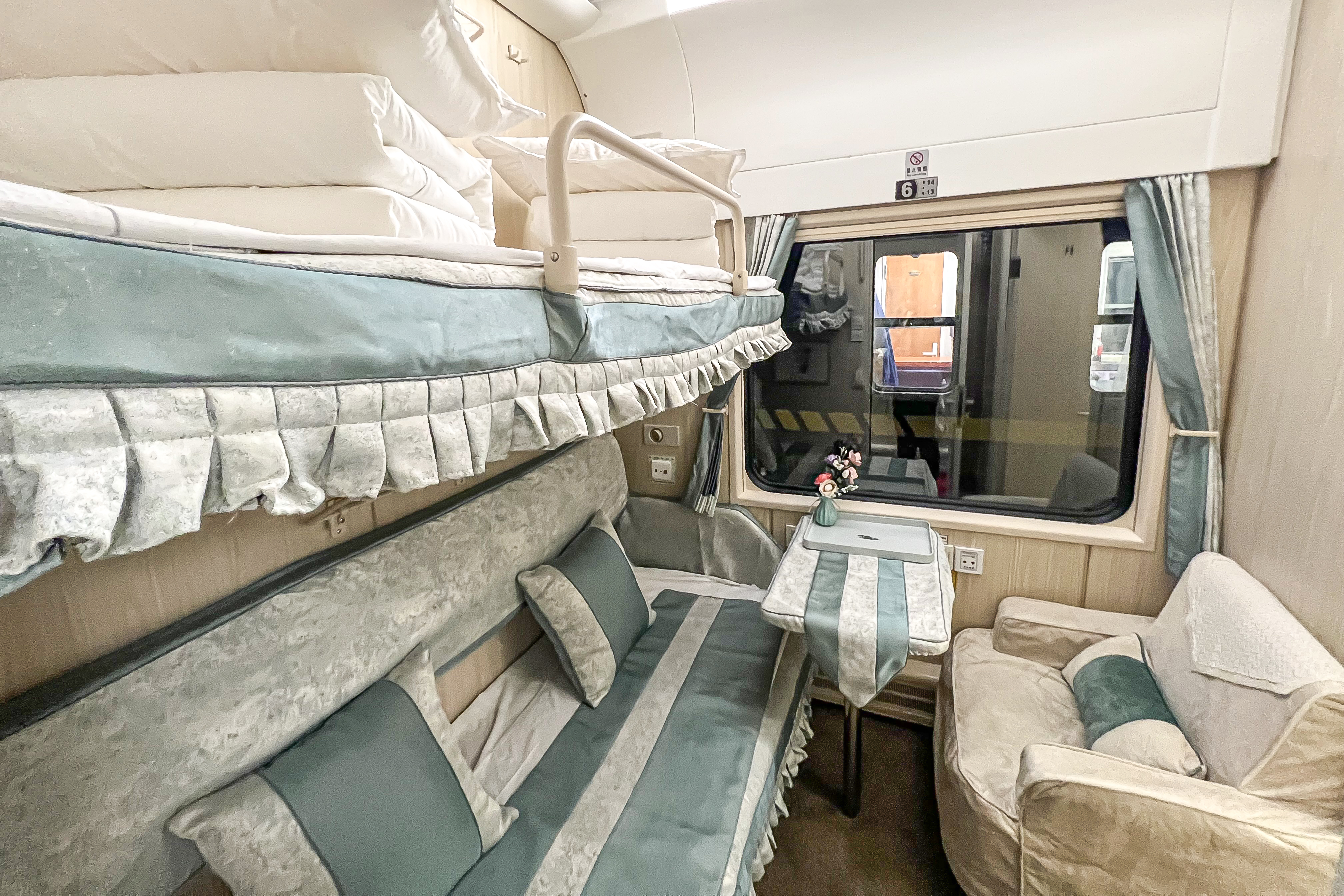
RW19K软卧车包厢内部
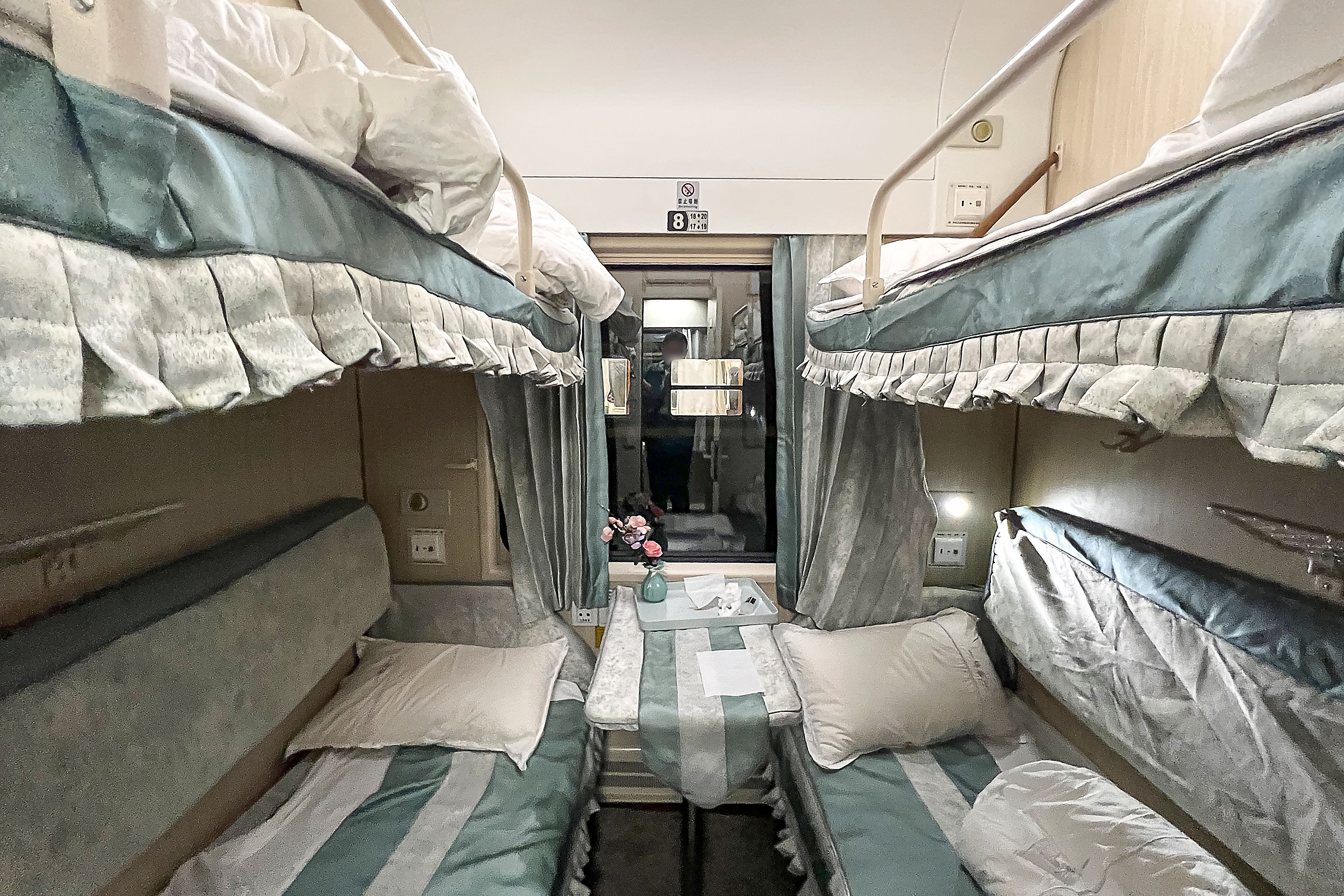
RW19K两端的四人包厢
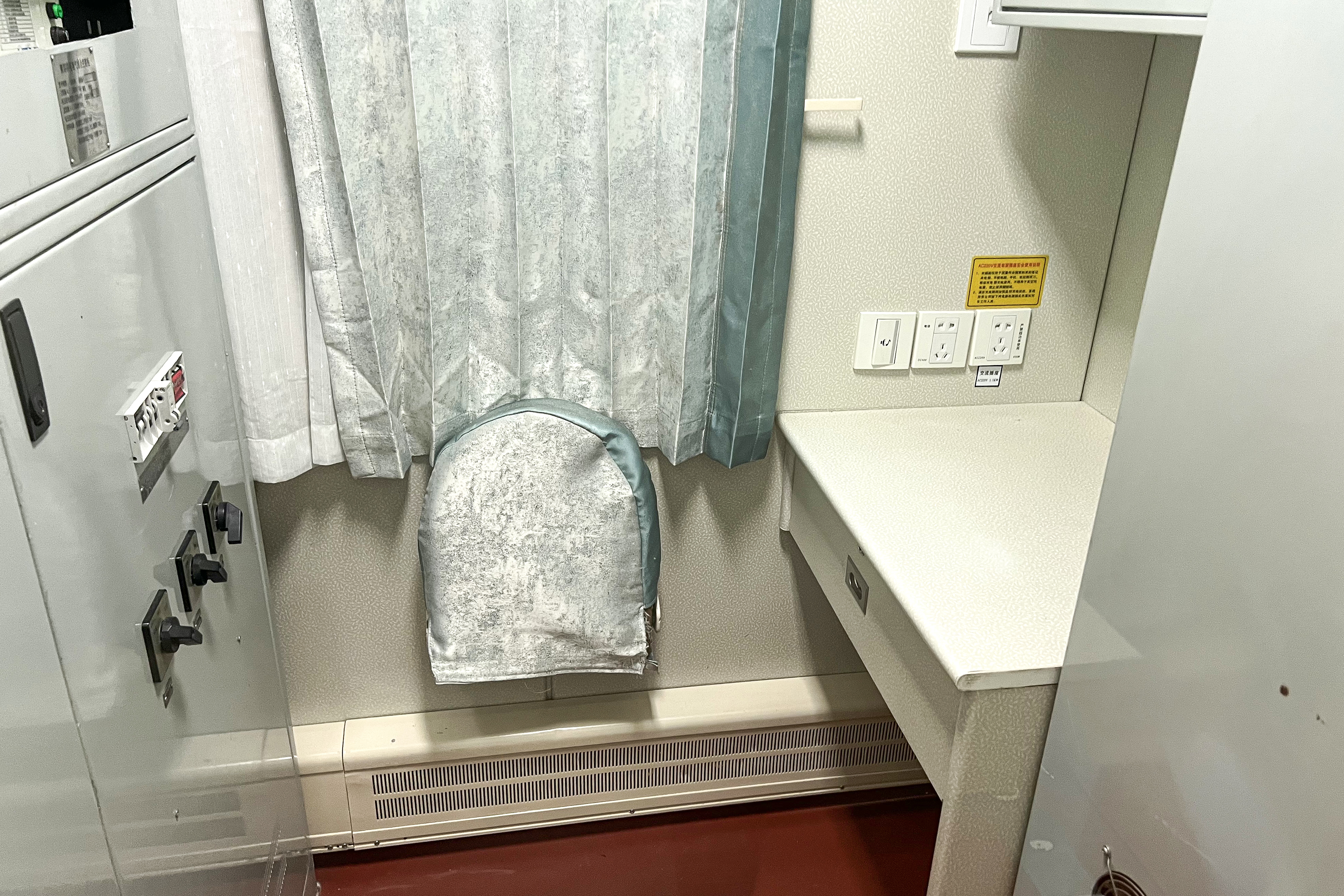
RW19K乘务员室
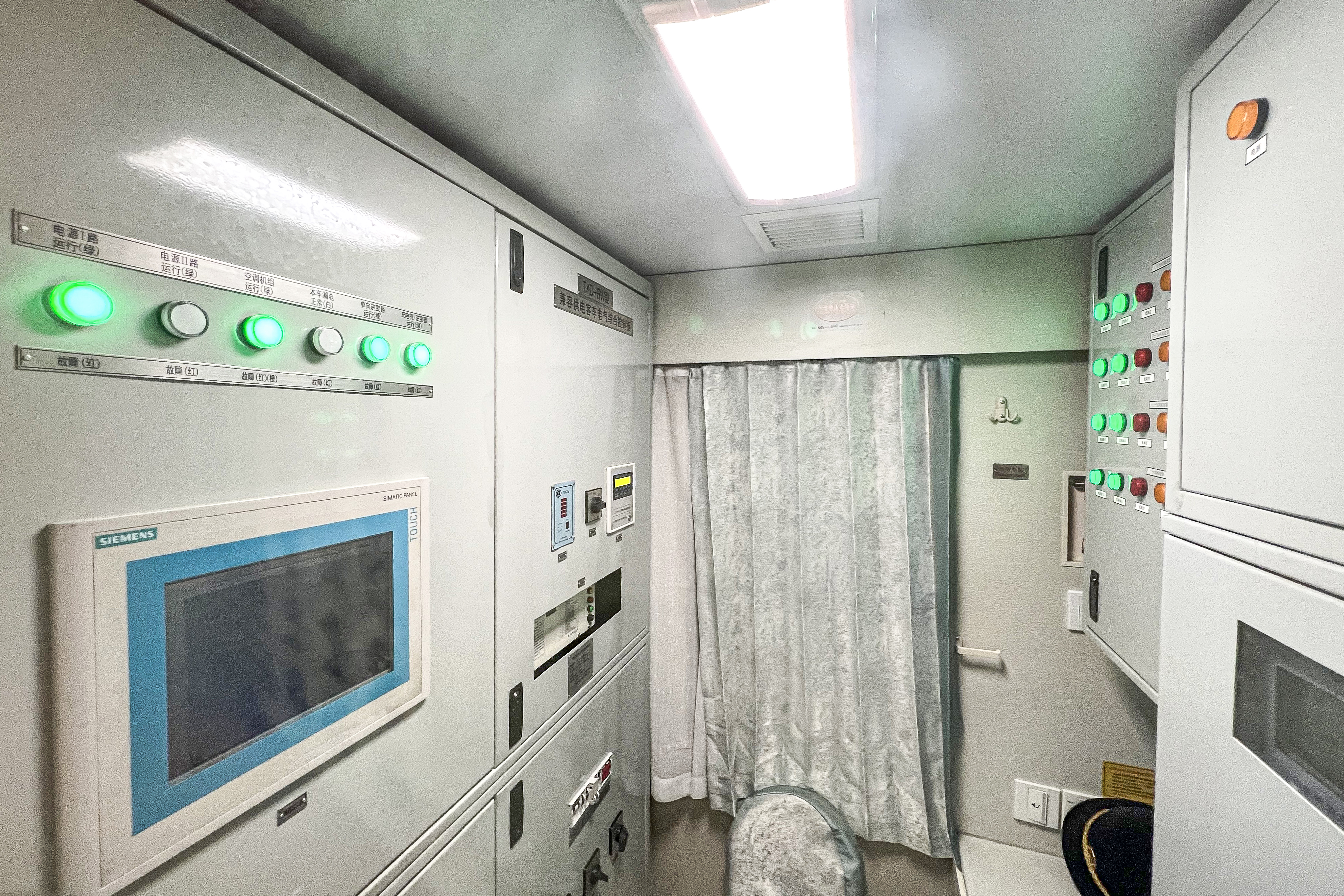
乘务员室内的TKD-RW型兼容供电客车电气综合控制柜
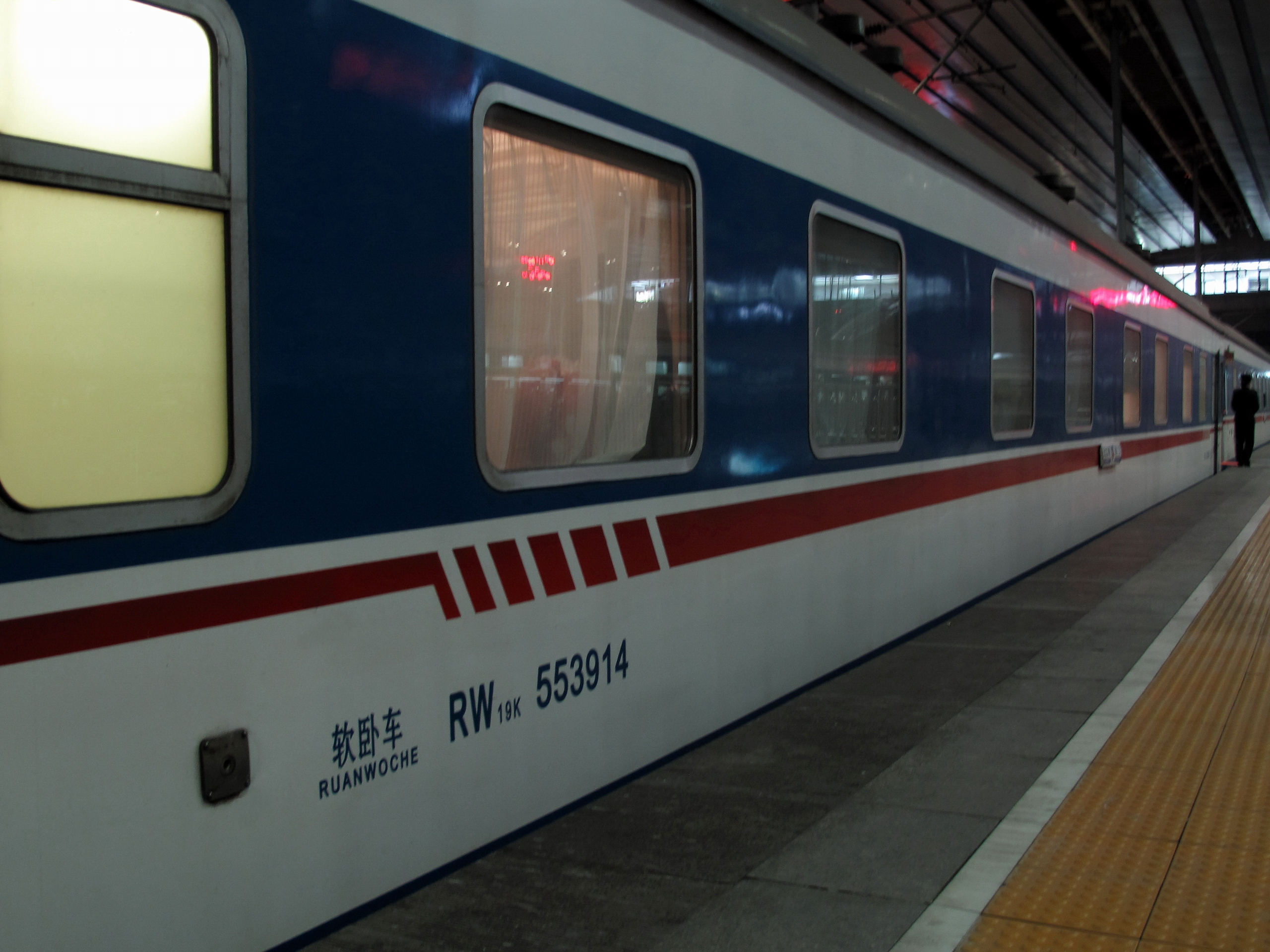
RW19K软卧车车身标记
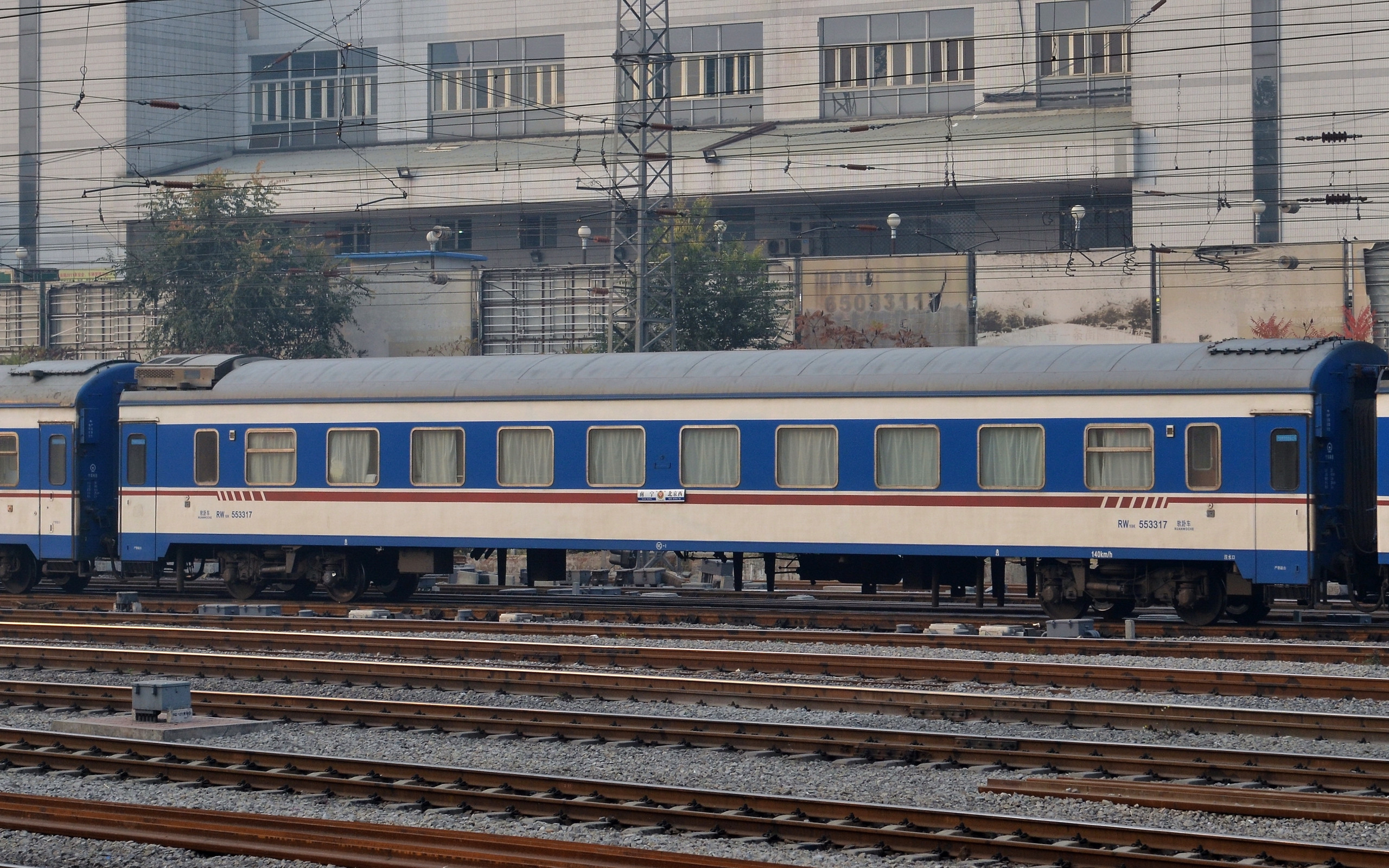
由上海局转配南宁局的长客制RW19K，为原T13/14次车底（走廊侧）
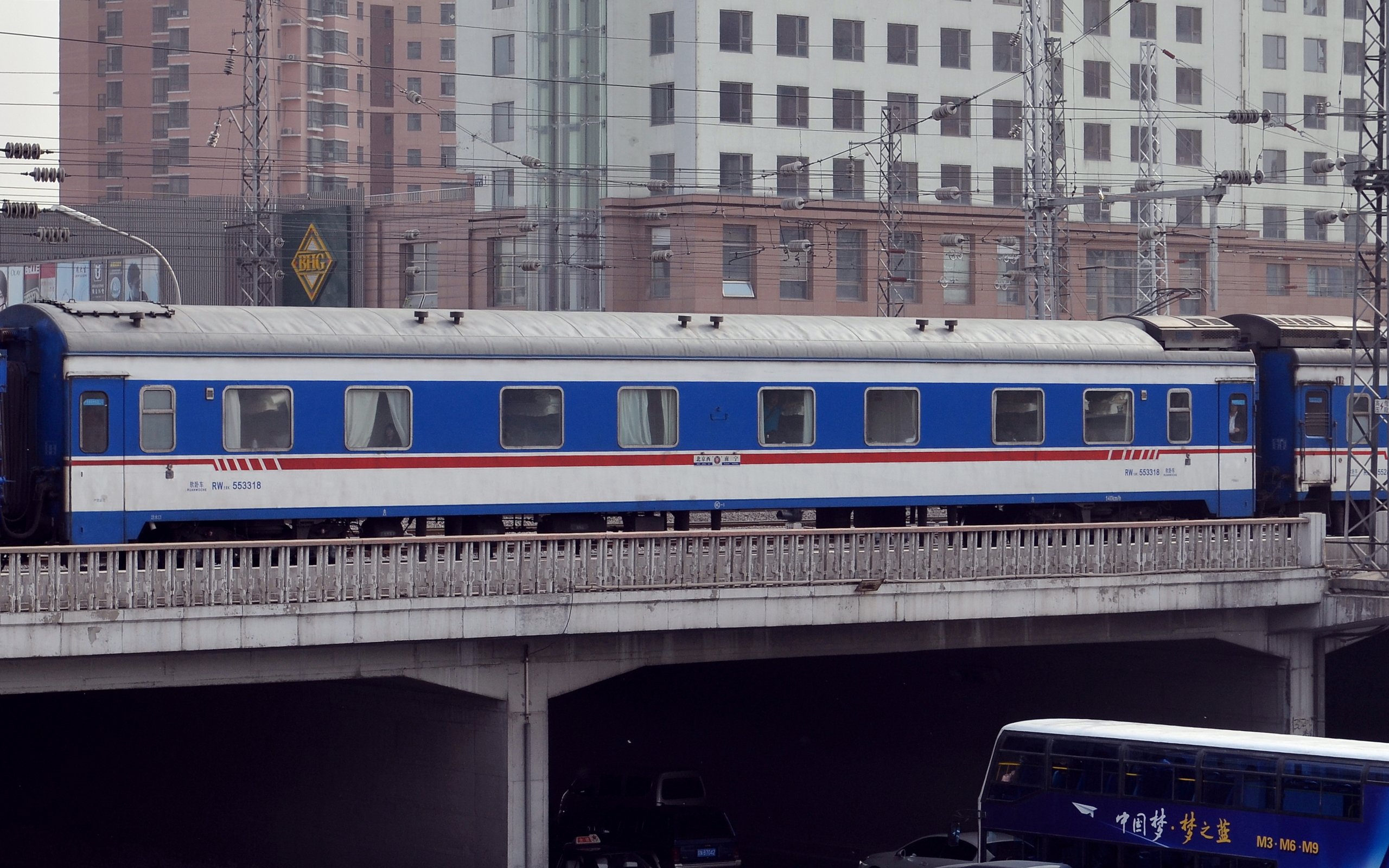
由上海局转配南宁局的长客制RW19K，为原T13/14次车底（包厢侧）
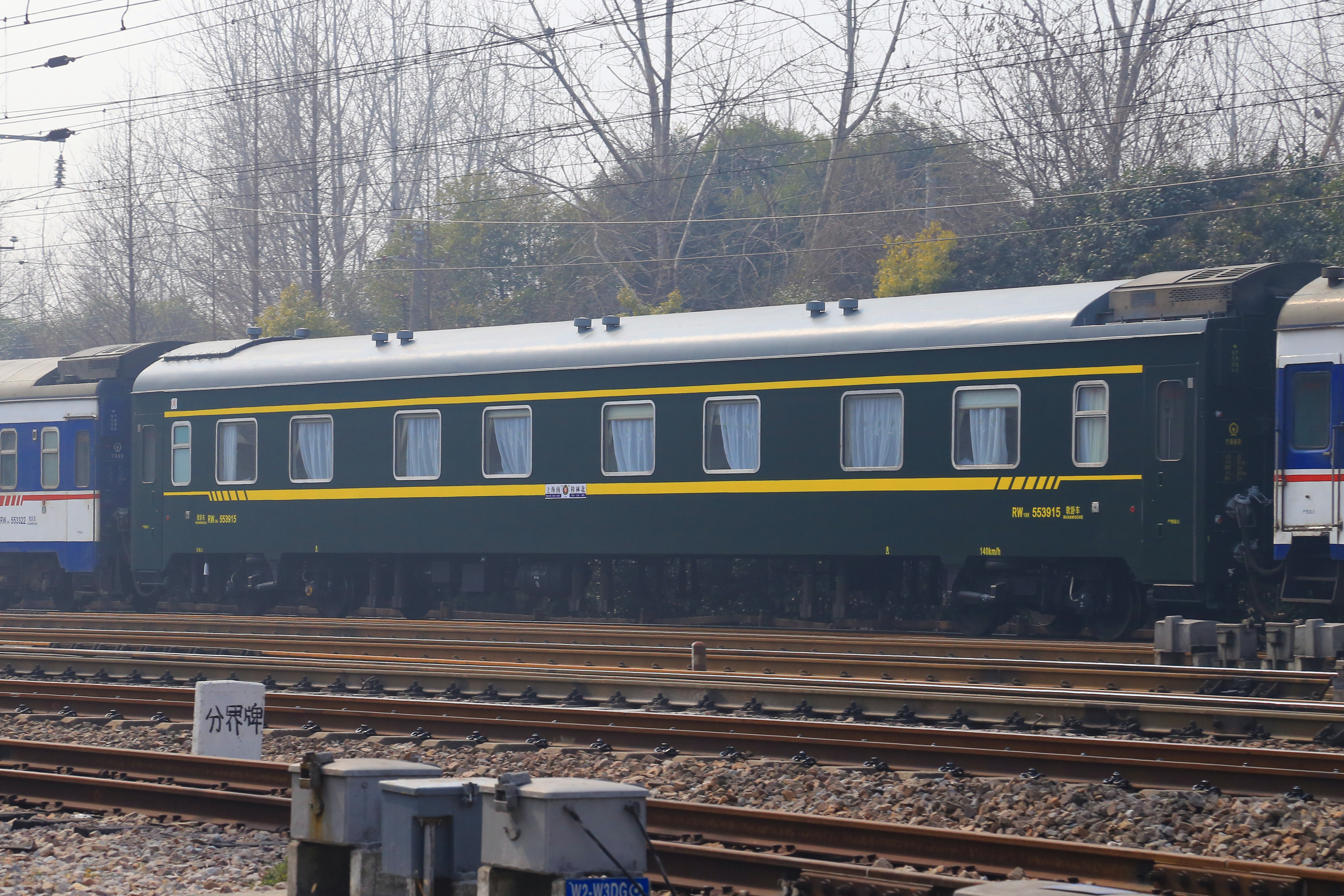
南宁局T77/78次列车编组中刷成绿色的RW19K-553915，拍摄时卫生间仍为直排式
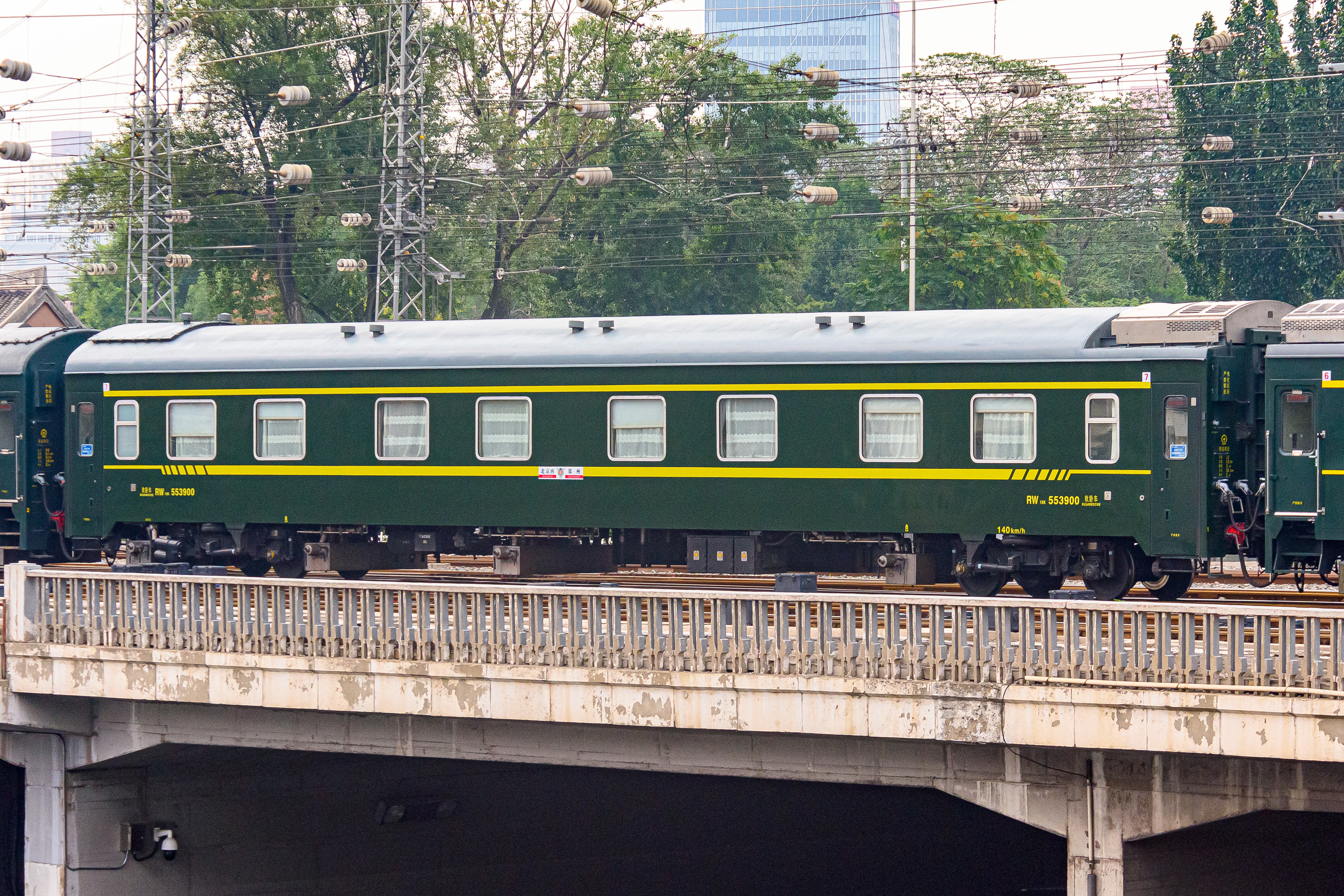
郑州局K179/180次列车编组中的四方制RW19K，使用SW-220K型转向架；每两个包厢的卫生间共用一组真空集便器
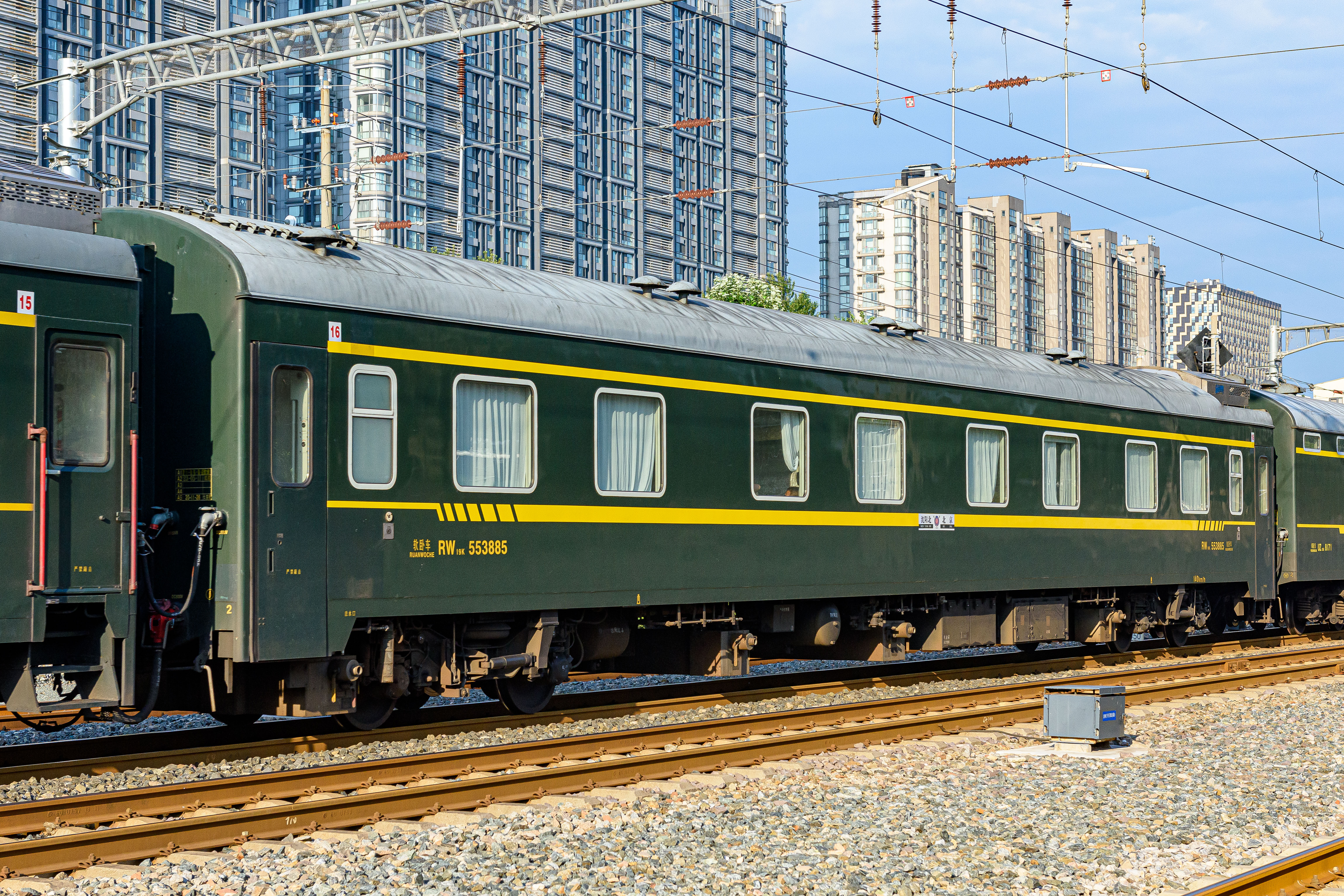
沈阳局K53/54次列车编组中的长客制RW19K，使用CW-200K型转向架

## 外部連結
- 中國鐵路客車圖鑑 19系（日文）
- 我們的火車站 19K型高包臥車（页面存档备份，存于）